# Kopalnia Węgla Kamiennego Powstańców Śląskich
Das Steinkohlenbergwerk Powstańców Śląskich (polnisch: Kopalnia Węgla Kamiennego Powstańców Śląskich) ist ein stillgelegtes Steinkohlenbergwerk in Bytom, Polen.

## Geschichte
Das am 1. Januar 1975 geschaffene und am 1. Januar 2001 stillgelegte Bergwerk im Norden von Beuthen/Bytom bestand für lange Zeit aus den beiden eigenständig arbeitenden Bergwerken „Radzionków“ und „Bytom“, die ihrerseits bis zur Teilung Oberschlesiens 1922 eine Einheit unter dem Namen Radzionkaugrube gebildet hatten. Der neue Name „Powstańców Śląskich“ für die fusionierten Bergwerke wurde zu Ehren der polnischen Aufständischen verliehen, die massiv auf eine Übernahme Oberschlesiens durch Polen nach dem Ersten Weltkrieg hinarbeiteten.

### Radzionkaugrube
Die Radzionkaugrube (auch Radzionkau-Grube), die dem Beuthen-Siemianowitzer Zweig der Familie Henckel von Donnersmarck gehörte, begann mit dem Steinkohlenabbau südlich von Radzionkau 1874 durch das Abteufen zweier Schächte an der Oder-Ufer-Eisenbahnlinie bei Buchatz (Lage). Durch die Schächte Gräfin Laura und Graf Hugo wurden zahlreiche Flöze der Sattelflözgruppe, der Rudaer Gruppe und der Nicolaier Schichten mit einer Gesamtmächtigkeit von 45 m aufgeschlossen. 1897 kamen weitere Felder hinzu, so dass sich die Berechtsame auf 31,25 km² vergrößerte. In diesem Zusammenhang erhielt das Bergwerk den Namen Consolidierte Radzionkaugrube und war Teil des Unternehmens Henckel von Donnersmarck-Beuthen Ltd in London.

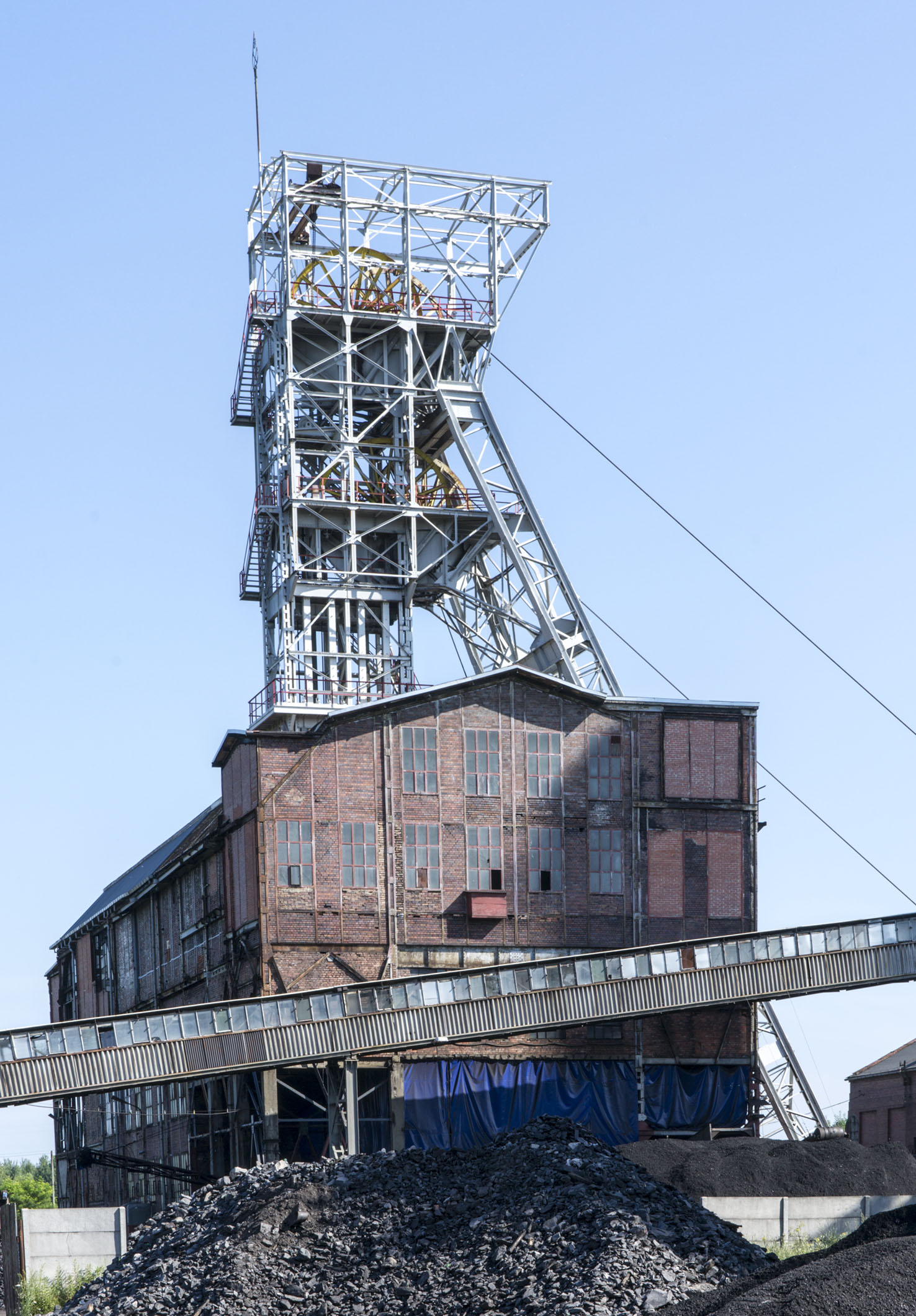
Schacht „Kopernik“ (Glückauf-Schacht) der Beuthengrube

Das Feld ist durch mehrere Sprünge stark gestört und viele Flöze befinden sich in steiler Lagerung. Deshalb wurde 1901 ist 2 km westlich im Feld Aschenborn ein einziehender Wetterschacht abgeteuft, 1910 kam am Bahnhof Scharley ein Materialschacht hinzu. Ein Bergeversatz fand bis 1912 nur in einem 12,4 m starken Liegendflöz statt.

### Beuthengrube
Bei der Teilung Oberschlesiens im Jahre 1922 befanden sich die beiden Förderschächte des Bergwerks auf polnischer, der erwähnte Wetterschacht jedoch auf deutscher Seite. Deshalb wurde von deutscher Seite entschieden, diesen Schacht zur Grundlagen eines eigenständigen Bergwerks (Lage) zu machen. Der Bau dieser neuen, modernen Schachtanlage fand in den Jahren 1923 bis 1928 statt; das zugehörige Bergwerk (Consolidierte Radzionkaugrube A) erhielt den Namen Beuthengrube (auch Westfeld genannt) und nahm 1928 seine Förderung auf. Förderschacht mit Doppelförderung und einer Teufe von 300 m war der Glückauf-Schacht (früher Neu-Schacht).

### KWK „Bytom“
Nach dem Zweiten Weltkrieg wurde der Name des bis dahin deutschen Westfeldes in „Bytom“ geändert, Glückauf-Schacht erhielt den Namen „Kopernik“ und diente auch der Seilfahrt und Materialförderung. Die Förderung per Skip erfolgte ab 1952 über Schacht „Skipowy“, der Wetterschacht II erhielt den Namen „Jan“.

### KWK „Radzionków“
Nach der Übernahme durch Polen (1922) hieß das Bergwerk auf Deutsch Consolidierte Radzionkaugrube B (1939–1945 auch Ostfeld genannt) und auf Polnisch: kopalnia „Radzionków“. Während des Zweiten Weltkriegs gab die Radzionkaugrube (Ostfeld) einen Teil seiner östlich liegenden Berechtsame in Scharley-Deutsch Piekar ab, damit dort ab 1944 ein neuer Schacht gebaut werden konnte (später das Bergwerk „Julian“). „Julian“ selbst wurde der Kern des Bergwerks Kopalnia Węgla Kamiennego Piekary.
Das Bergwerk „Radzionków“ selbst verfügte nach dem Zweiten Weltkrieg über folgende Schächte: „Wit Stwosz“ (Gräfin Laura-Schacht) mit einer Teufe von 448,5 m (1954) und zwei Skips mit je 8,5 t Förderleistung, „Karol“ (Graf Hugo-Schacht), der 1967/1968 zum Zentralförderschacht mit 659,2 m ausgebaut wurde und zwei 10-t-Skips enthielt sowie „Piotr“ mit 646 m Teufe für die Seilfahrt und den Materialtransport. Daneben gab es noch vier Wetterschächte.

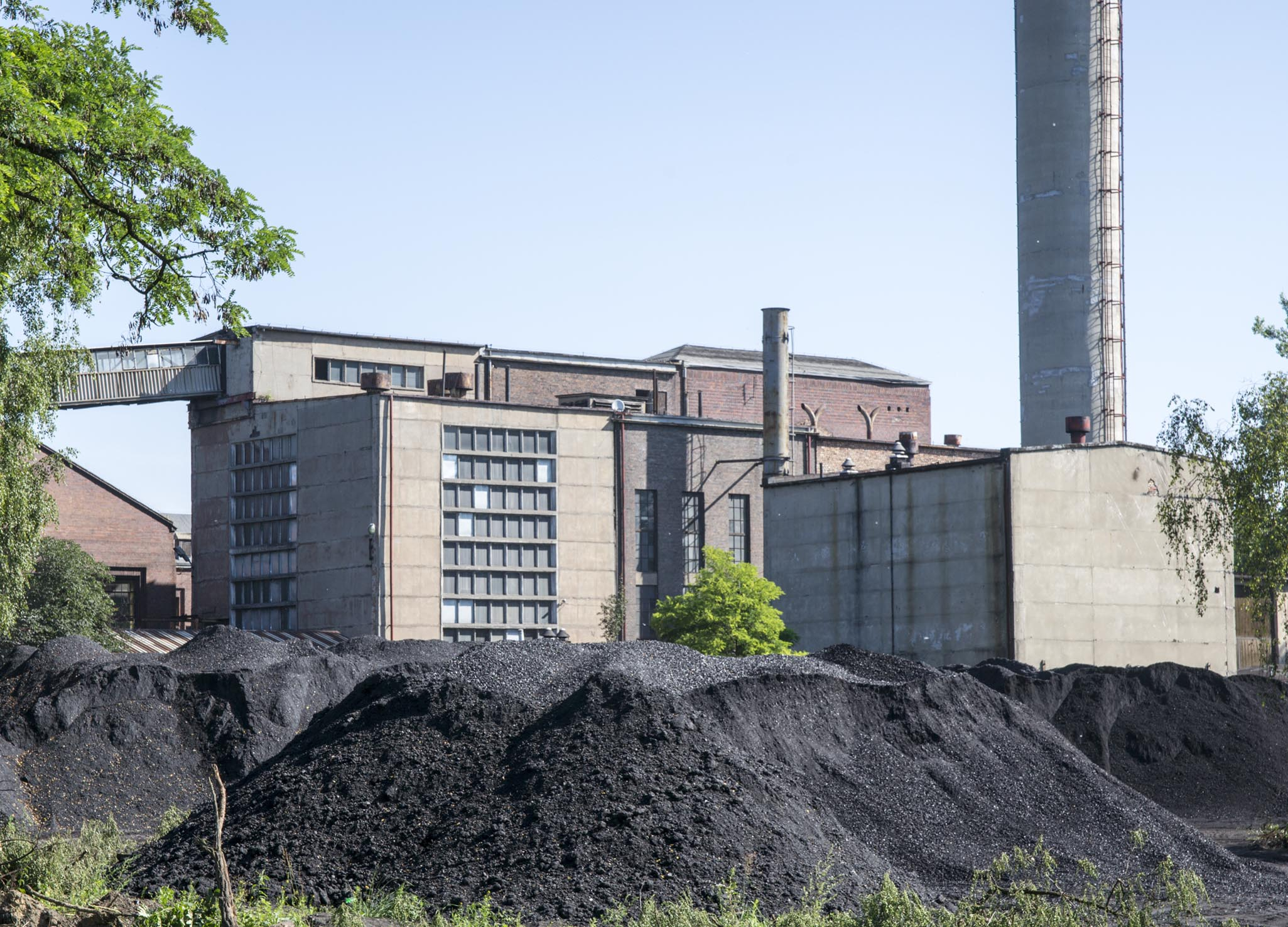
Reste der Aufbereitung der Beuthengrube

Das Bergwerk hatte sechs Sohlen bei 180, 220, 300, 400, 440 und 630 Metern.

### KWK „Powstańców Śląskich“
Im Jahr 1975 erfolgte die Fusion der von 1922 bis 1975 selbstständig operierenden Bergwerke „Bytom“ und „Radzionków“. Es trug in den letzten Betriebsjahren den Namen „Powstańców Śląskich“. In der Zeit nach der Fusion wurde als einheitliche Sohle die 930-m-Sohle aufgefahren; damit konnten 22 Flöze der Sattelflözgruppe und der Rudaer Gruppe aufgeschlossen werden.
Am 31. Dezember 1996 wurde die Förderung auf der Anlage „Radzionków“ eingestellt und die Kohle ausschließlich auf „Bytom“ zu Tage gehoben. Das gesamte Bergwerk wurde am 1. Januar 2001 stillgelegt und schon im Folgejahr die Schachtanlage „Radzionkow“ vollständig und das Gerüst über Schacht „Skipowy“ sowie die Sortieranlage der Schachtanlage „Bytom“ abgerissen. Schacht „Kopernik“ wurde für die zentrale Wasserhaltung offengehalten.

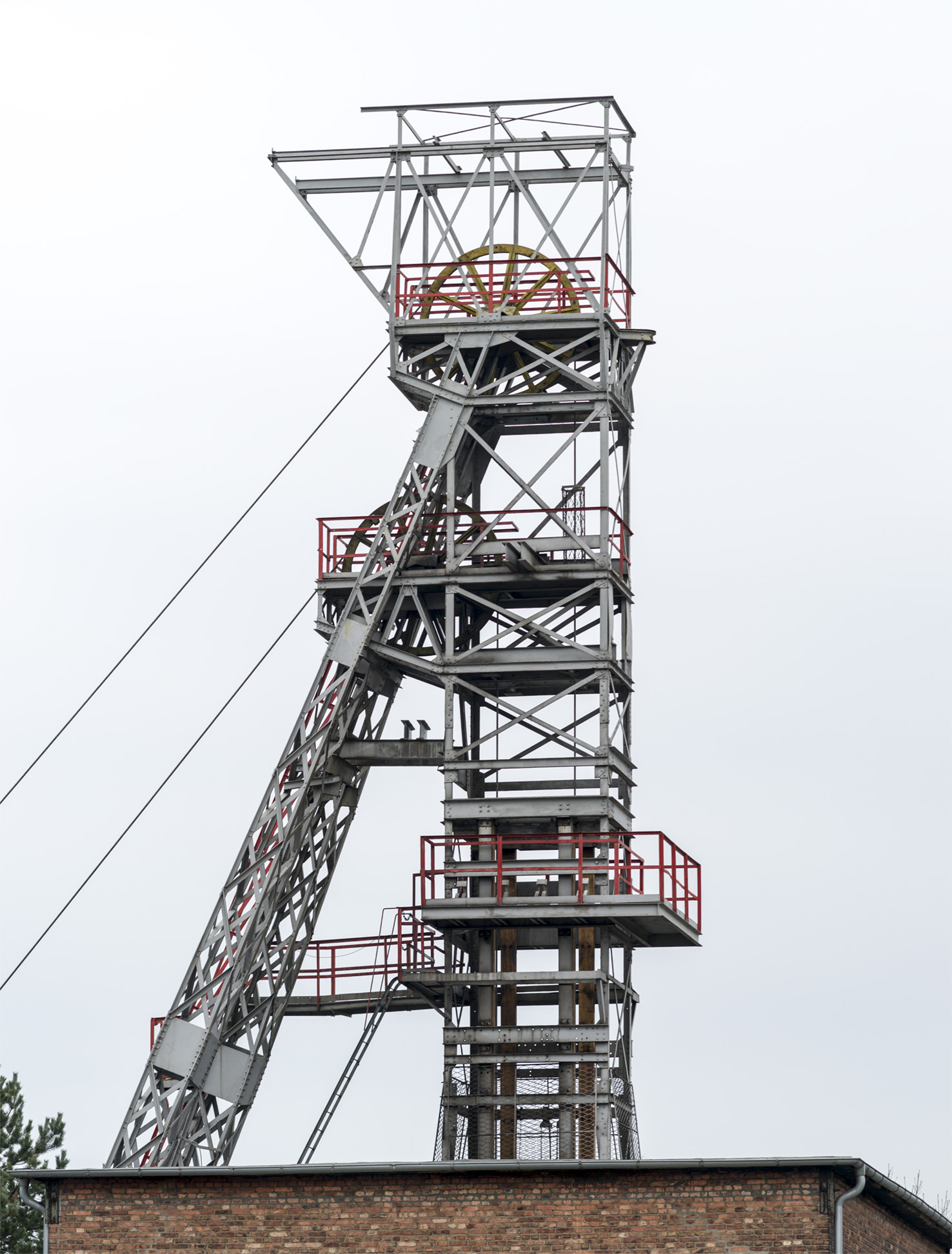
Wetterschacht „Podsadzkowy“ des KWK „Radzionków“

## Gegenwart
Im Jahr 2011 hat die Firma „Ecoplus Sp. z o.o.“ die Förderung auf der 650-m-Sohle wieder begonnen. Die Ausbeutung des etwa 70 Hektar großen Abbaufeldes war ursprünglich bis 2015 befristet, wurde aber am 28. April 2015 bis zum Jahr 2043 verlängert. Neben dem Förderschacht „Kopernik“ gehört noch Wetterschacht „Podsadzkowy“ zur heutigen Anlage. Sie fördert monatlich 11.000 t Kohle und bietet 250 Personen einen Arbeitsplatz.

## Förderzahlen
- Beuthengrube / „Bytom“ 1938: 1,14 Mio. t; 1970: 2,26 Mio. t
- Radzionkaugrube / „Radzionków“ 1913: 843.582 t; 1938: 594.741 t; 1979 1,54 Mio. t
- „Powstańców Śląskich“ 1979: 5,64 Mio. t